# Фоменко Сергій Миколайович
Сергі́й Микола́йович Фоме́нко (творче прізвисько «Фома»; *19 березня 1972) — український співак, гітарист, композитор і автор пісень. Фронтмен та лід-вокаліст українського фолк-рок-гурту «Мандри». Громадський діяч. Заслужений артист України (2007). Народний артист України (2018).

## Біографія
Сам про себе Фома каже так: «Народився під сузір'ям Риб у рік Щура» в березні 1972 року. У дитинстві думав: «Або стану водієм, або артистом». У підлітковому віці навчився грати на баяні та гітарі, співав, писав пісні та оповідання. Мандрував автостопом великими містами України, Білорусі, східної Балтики та Росії. Після кількарічних мандрів повернувся до Києва. Працював двірником у Києво-Печерській лаврі, Софіївському соборі, гардеробником Археологічного музею, працівником сцени в театрі, ведучим радіопрограм.
Коли навчався у школі, був російськомовним, але з 23 років свідомо перейшов на українську.

## Кар'єра

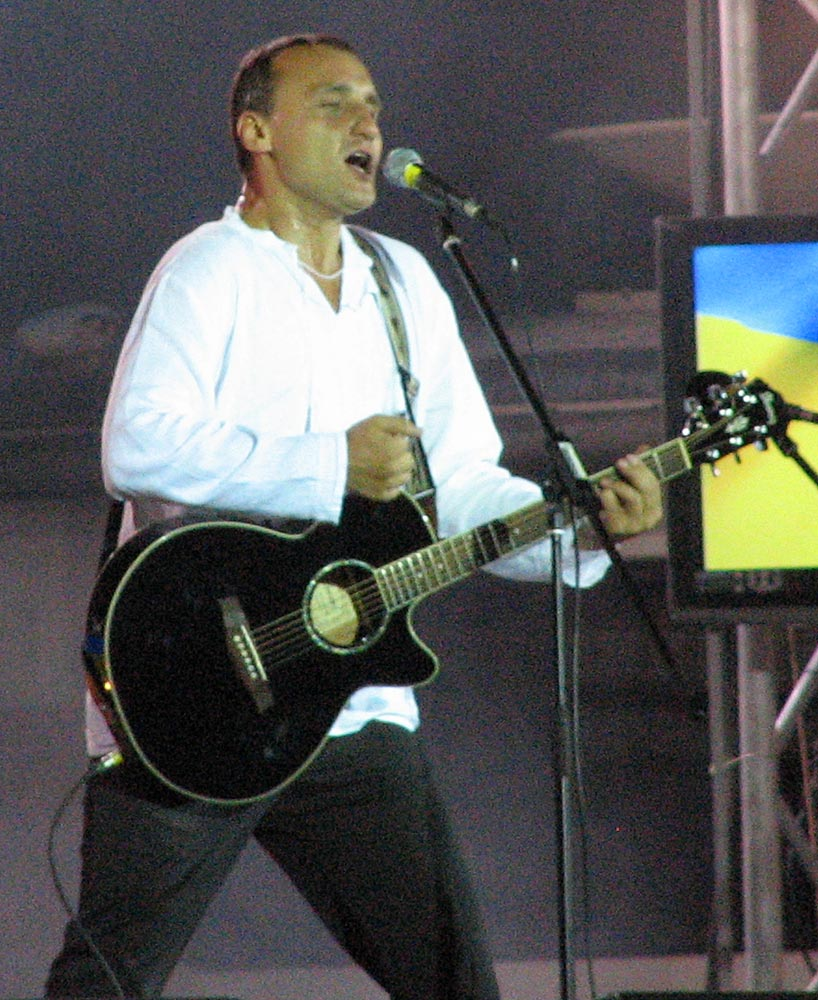
Сергій Фоменко у 2008 році

Узимку 1990–го Фома вперше з'явився на сцені київського рок-фестивалю «Йолки-палки»-90, організованого популярною музичною сторінкою «Фонограф» газети «Молода гвардія». Він вивів свій перший склад гурту «День помирає рано». Запам'ятався Фома меланхолійно–сумними піснями й нетутешніми, самозаглибленими образами, у нього в житті тоді був дуже важкий період і він фактично сповідався через пісні та шукав підтримки. Його гурт «День помирає рано» деякий час існував, робив записи й концертував. Завдяки творчій формації гурту Фома став відомим у музичному андеграунді Києва, мав сольний проект, грав у гурті «Ярн», а з Іваном Москаленком (він же діджей Дербастлер) записав три спільні альбоми.
Уже 1997 року Фома (гітара, вокал), Олександр Коханівський (бас) та Олег Воробйов (перкусія) створюють гурт «Мандри», звучання якого було переважно акустичним. Через декілька місяців виходить перший магнітоальбом, записаний на студії «Астероїд» (однак пісні були записані в атмосфері поспішності, що залишило відбиток на якості альбому).
У серпні 1998 р. виходить перший відеокліп на пісню «Романсеро про ніжну королеву» (режисер Антон Трофімов), який швидко піднявся на почесні сходинки музичних відео-чартів України, а вже у вересні на Першому Всеукраїнському конкурсі музичного відео клів увійшов до трійки найкращих та був визнаний як один з найкращих в номінації «режисура». У грудні 1998 р. виходить перший CD — сингл гурту «Мандри». Протягом 1998 р. «Мандри» з концертами відвідують Львів, Дніпро, Херсон, Донецьк, Мінськ та концертують у Києві. У лютому 1999 р. на телеканалі «1+1» відбулась прем'єра другого відеокліпа на пісню «Картата сорочка». Навесні цього ж року в Будапешті гурт відвідав фестиваль, присвячений 50-річчю Європейського Союзу, а влітку «Мандри» виступають на міжнародних фестивалях «Rock-Київ» у Києві, «Pepsi-Sziget» у Будапешті та «Слов'янському Базарі» у Вітебську. Квітень 2000 р. — «Мандри» презентують CD — альбом «Романсеро про ніжну королеву» та відеокліп «Русалки». У червні 2000 р. «Мандри» беруть участь у Міжнародному фестивалі української культури в Сопоті (Польща).

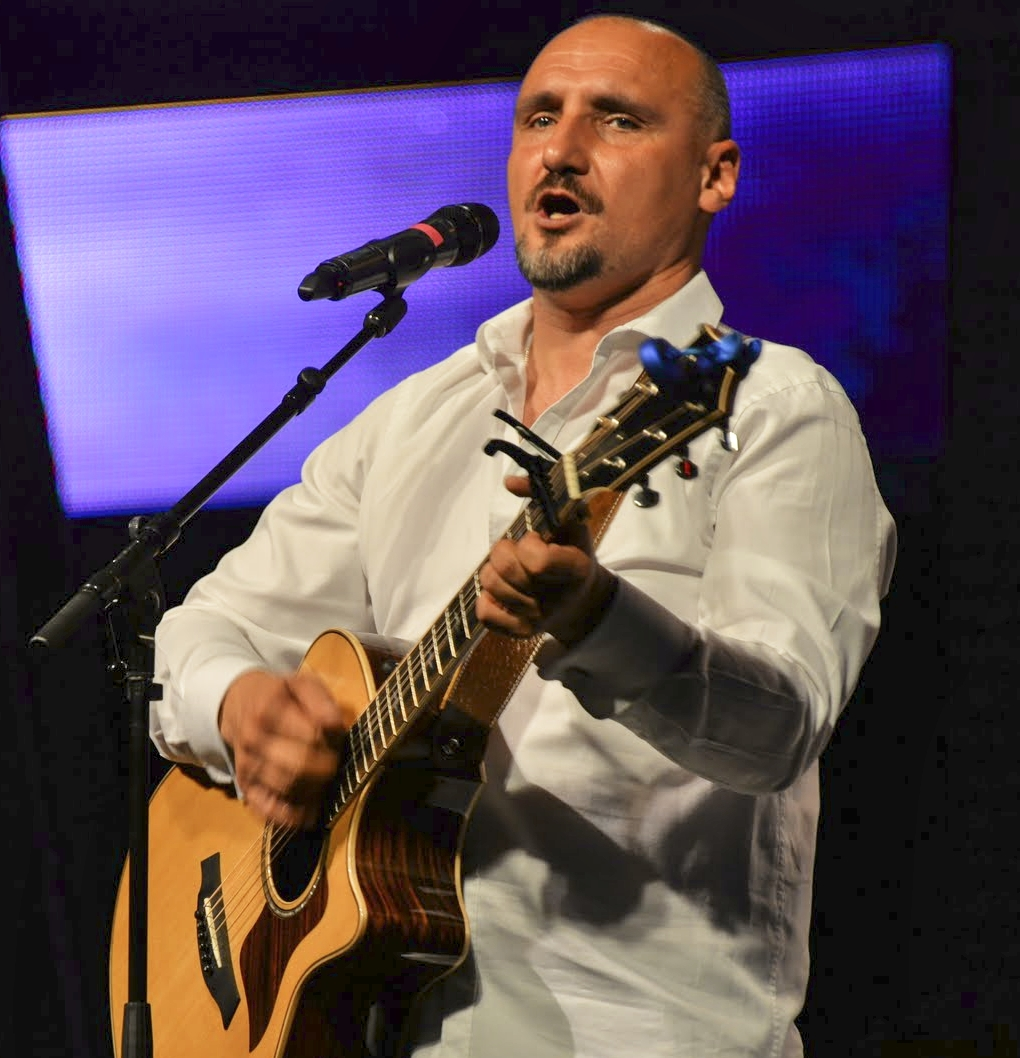
Сергій Фоменко виступає в Торонто, 2016 рік.

У вересні 2000 р. гурт бере участь у фестивалі «Рок-Екзистенція», а в листопаді презентує максі-сингл «Русалки». У травні 2001 р. гастролюють містами Польщі (Вроцлав, Варшава, Краків, Щецин, Гливиці, Білосток, Ольштин, Сопот, Люблін). На початку листопада 2001 р. компанією «Creon Music» у Франції було видано компакт диск — збірку «Український рок», до якого увійшли декілька пісень гурту «Мандри». Березень 2002 р. — на телеекранах України йде ротація відеокліпа на пісню «Дочка мельника».
19 травня 2002 р. «Мандри» разом з групою музичних колективів і виконавців, що представляли сучасну українську молодіжну культуру, дають концерт в одному з найпрестижніших клубів Лондона «Hippodrome» (концерт відбувся в рамках Фестивалю української культури у Великій Британії). Наприкінці вересня 2002 р. на українському телеканалі відбулася прем'єра анімаційного відеокліпу гурту на пісню «Орися». 17 жовтня 2002 р. «Мандри» презентували слухачам свій новий альбом «Легенда про Іванка та Одарку».
17 травня 2003 р. у Києві «Мандри» беруть участь у міжнародному фестивалі, присвяченому Дню Європи. У жовтні 2003 р. на музичному каналі М1 відбулася прем'єра нового музичного кліпу гурту на пісню «Вітре цигане». Навесні 2004 р. з'являється нова відеоробота на пісню «Калина». 14 липня 2004 р. гурт бере участь у першому міжнародному етнофестивалі «Країна мрій». Восени 2004 р. музиканти гурту стають активними учасниками Помаранчевої революції; пісня «Не спи, моя рідна земля» без перестанку лунає на столичному Майдані.
10 липня 2005 р. гурт виступає на другому етнофестивалі «Країна мрій», а у вересні — на київській «Рок-екзистенції». 1 лютого 2006 р. у світ виходить третій повноцінний компакт-диск гурту — «Дорога». Навесні 2006-го на телеекрани вийшли дві відеороботи «Мандрів» — «Не спи, моя рідна земля» та «Любов» (написана спеціально до короткометражного фільму «Христина і Денис танцюють танець діжкарів» із серії «Любов — це…», де Фома зіграв одну із ролей). У 2006 р. гурт відіграв понад сто концертів. Під впливом подорожей Португалією у Фоми народилася «Ріо Ріта». 28 червня 2008 р. гурт відіграв на фестивалі «Golden Maple» у Торонто. У липні гурт бере участь у фестивалі української культури «Сопот 2008», а в січні дає концерт для миротворчого батальйону у Приштині (Косово).

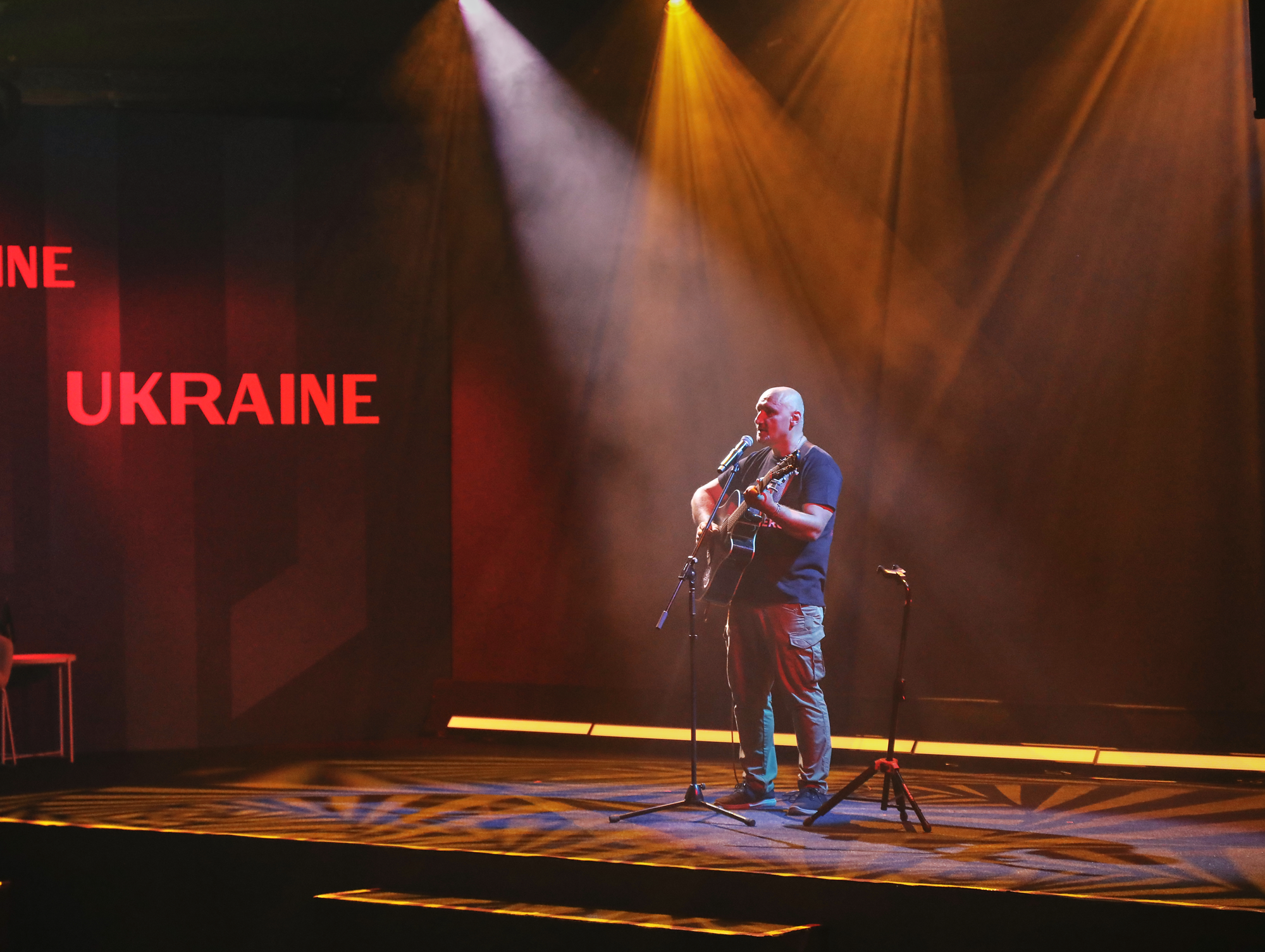
Виступ у Volia Space у серпні 2024 року.

Гурт грає музику в стилі Мандри: це не просто фольк та використовує різні музичні стилі: рок, естраду, фольклор, змішує все в таку собі історію, яка називається Мандри. «Мандри» створюють власний стиль.
Сергій Фоменко є куратором міжнародної виставки «Майдан. Україна. Шлях до Свободи», креативним продюсером та ведучим «Твоя Країна Fest» (2018/19), продюсером та режисером документальних фільмів проєкту «Видатні Українці Сучасності», телеведучим. Окрім цього, він також ввтор-постановник музичного дитячого різдв‘яного мюзикла «Велика Мандрівка Св. Миколая».
Кіно: «Альманах Десь Поряд»; «Заборонений»; «Толока»; «Граблі». Мультфільми: «Чарівний Горох» (дід чаклун, Крутивус); «Теркель і Халепа» (Нігель).

## Благодійність
Сергій Фоменко активно підтримує різноманітні благодійні проєкти в Україні, виступає на численних благодійних концертах. Є членом Наглядових рад Національного конкурсу «Благодійник року» і Всеукраїнської благодійної організації «Асоціація благодійників України».

## Особисте життя
Серед захоплень — творчість письменників Гоголя, Булгакова, Георга Тракля, художників Шагала, Піросманішвілі, Марії Примаченко, режисерів Параджанова, Бергмана, Віма Вендерса. Улюблені історичні постаті — Будда, Григорій Сковорода, Олександр Вертинський. Улюблені герої з книжок — Гекльберрі Фінн та Дон Кіхот.
Фомі подобається естрада 70-х років — Івасюк, Білаш, з іноземних виконавців — Челентано, Серж Гінзбур, Сінатра, Марлен Дітріх, Едіт Піаф. Слухає різну музику (Eminem, реґґі, «Брати Гадюкіни», українські етнічні диски (наприклад, Тарас Компаніченко), «Кино», Жанна Агузарова, «Tequilajazzz», сприймає всю музику, аби вона була гарною.
Хобі — велосипед і малювання (іноді малює олією «наївні сюжети», великі картини і портрети). Разом зі своїми картинами–героями Фома зіграв роль художника у фільмі молодого режисера Сергія Наталушка «Спокуса». Те, що робить Фома–художник, мистецтвознавці називають «урбаністичний наїв».
Найбільше в житті Фома цінує внутрішню свободу.
Живе і працює в Києві. Одружений, дружина Надія Максименко. У Сергія та його дружини Надії троє дітей: два сини — Тимофій та Ява-Костянтин, та донька Квітка Марія.